# Léopold Auguste Warnkoenig
Léopold Auguste (Leopold August) Warnkoenig (Warnkönig en allemand moderne), né le 1er août 1794 à Bruchsal et décédé le 19 août 1866 à Stuttgart, est un juriste et historien du droit de nationalité badoise, puis wurtembergeoise.

## Biographie
Après avoir étudié à l'université de Heidelberg, sous Antoine (Anton) Thibaut, il devint professeur extraordinaire à l'université de Göttingen.
Il continua ensuite sa carrière comme professeur à l'université de Liège en 1817, alors dans le royaume uni des Pays-Bas, et puis, de 1827 à 1831, à l'université d'État de Louvain; enfin, après avoir été un moment mis à l'écart comme étranger, dans le contexte de la révolution belge, il reprit sa carrière universitaire à l'université de Gand, de 1831 jusqu'à son retour en Allemagne en 1836.
Il est considéré comme l'un des plus brillants représentants de l'école allemande d'histoire du droit au même titre que son ami Savigny ou que Gustave (Gustav) Hugo.
Il fut un grand spécialiste des Pandectes.
Avec ses collègues Jean-François-Michel (Johann Michael Franz) Birnbaum et Holtius, il est l'un des fondateurs de la revue juridique Thémis et de la Bibliothèque du Jurisconsulte.
Il est le fondateur de l'école d'histoire du droit national belge dont il a étudié les sources. Mais ses travaux, allant au-delà de la seule histoire du droit, l'ont amené à être aussi considéré par certains comme "le créateur de [l'] histoire nationale belge" tout court (cf., p. ex., Léon Vanderkindere, en 1884, dans une notice historique consacrée à l'histoire de l'université libre de Bruxelles). Il fut d'ailleurs, dès la création de la Commission royale d'Histoire, en 1834, membre de cette institution.
Il écrivit son œuvre juridique en latin. Ses autres ouvrages sont rédigés en allemand ou en français.
En 1836, il vint enseigner à l'université de Fribourg où il succéda à Jean-François-Michel Birnbaum qui avait été comme lui ancien professeur à l'Université d'État de Louvain. Il termina sa carrière de professeur en 1844.

## Publications
- Institutiones juris Romani, 1834.

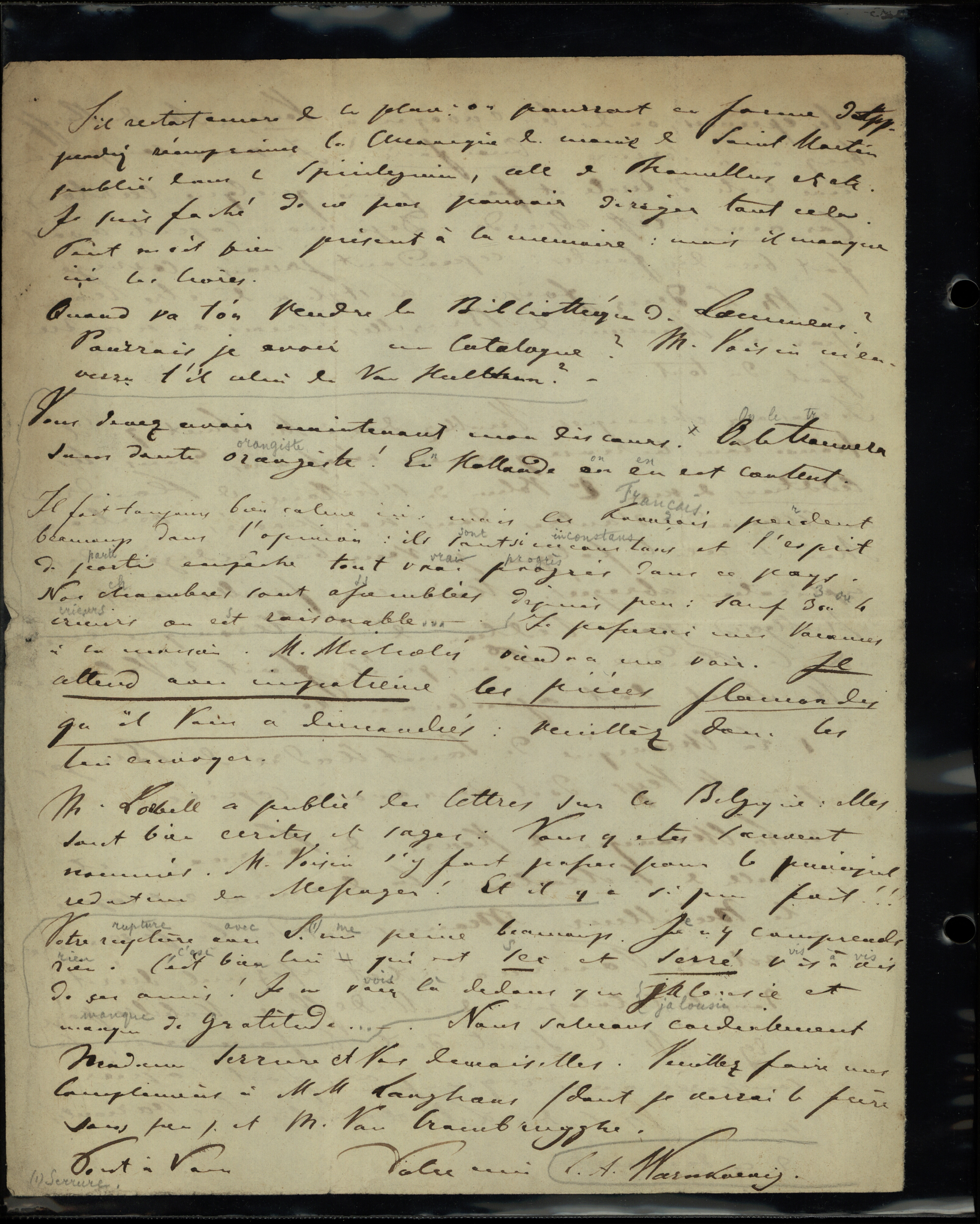
Lettre de Warnkönig (1837)

- Institutiones iuris Romani privati, in usum praelectionum academicarum vulgatae cum introductione in universam iurisprudentiam et in studium iuris romani, Bonn, 1860. (online)
- Documents inédits relatifs à l'histoire des Trente-neuf de Gand, suivis d'éclaircissements historiques sur l'origine et le caractère politique des communes flamandes ; Gand, 1832.
- Histoire de la Flandre et de ses institutions civiles et politiques jusqu'en l'année 1305 ; 2 vol.; Bruxelles, 1835 et 1836 (traduit de l'allemand).(online)
- Histoire du droit belgique (sic) pendant la période franke (sic) ; Bruxelles, 1837.
- Recherches sur la législation belge au moyen-âge ; Gand, 1834.
- Histoire des Carolingiens ; Bruxelles & Paris, 1862 (avec Pierre Auguste Florent GÉRARD).

## Littérature
- Gisela Wild: Leopold August Warnkönig 1794 - 1866. Ein Rechtslehrer zwischen Naturrecht und historischer Schule und ein Vermittler deutschen Geistes in Westeuropa; dans Freiburger rechts- und staatswissenschaftliche Abhandlungen, volume 17, Karlsruhe, 1961.
- Jean-François Gerkens, Leopold August Warnkönig, een voorganger van François Laurent in de Universiteiten van Luik en Gent; dans A Journal of Legal History, 2014, p. 336-348.